# آن ا رول
«آن ا رول» (به انگلیسی: On a Roll) ترانه‌ای ضبط‌شده از خواننده آمریکایی مایلی سایرس به‌عنوان «اشلی او»، شخصیت او در قسمت «ریچل، جک و همین‌طور اشلی» فیلم آینه سیاه است. این قسمت از فیلم ابتدا در ۵ ژوئن ۲۰۱۹ پخش شد و بعدها ترانه در ۱۴ ژوئن ۲۰۱۹ به‌عنوان تک‌آهنگ توسط آرسی‌ای رکوردز منتشر شد. بیلبورد این ترانه را در رتبه ۲۸ در ۱۰۰ ترانه برتر سال ۲۰۱۹ قرار داد. این ترانه در رادیوهای آمریکا پخش نشد.